# Vučica
Vučica (en serbe cyrillique : Вучица) est un village du centre du Monténégro, dans la municipalité de Danilovgrad.

## Démographie

### Évolution historique de la population
| 1948 | 1953 | 1961 | 1971 | 1981 | 1991 | 2003 |
| ---- | ---- | ---- | ---- | ---- | ---- | ---- |
| 301  | 247  | 254  | 218  | 191  | 159  | 151  |